# Корветы проекта Avante 2000
Avante 2000 — корвет, спроектированный испанской верфью Navantia. Navantia разработала семейство кораблей Avante разных размеров, адаптированных для разных задач и имеющих единообразную конструкцию.  
Navantia объединила несколько систем, в том числе систему боевого управления Catiz, интегрированную систему связи Hermesys, систему управления огнем Dorna и интегрированную мостиковую систему Minerva. 

## Варианты

### Патрульные корабли типа «Гуайкери»
Четыре корабля Avante 2000 были построены Navantia как патрульные корабли типа «Гуайкери» для ВМС Венесуэлы. Первый корабль был сдан в эксплуатацию в апреле 2011 года, а последний — в январе 2012 года.
| Название  | Номер | Верфь             | Заложен    | Спущен     | В строю    | Статус                                          |
| --------- | ----- | ----------------- | ---------- | ---------- | ---------- | ----------------------------------------------- |
| Guaiquerí | PC-21 | Навантия, Испания | 11.09.2008 | 24.06.2009 | 14.04.2011 |                                                 |
| Warao     | PC-22 | Навантия, Испания | 26.05.2009 | 26.10.2009 | 02.08.2011 | выведен из эксплуатации после инцидента 2012 г. |
| Yekuana   | PC-23 | Навантия, Испания | 22.09.2009 | 02.03.2010 | 09.12.2011 |                                                 |
| Kariña    | PC-24 | Навантия, Испания | 17.02.2010 | 13.07.2010 | 28.04.2012 |                                                 |

### Корветы типа «Эль-Джубейл»
В июле 2018 года было объявлено, что Navantia подписала соглашение с Королевским флотом Саудовской Аравии на постройку пяти корветов Avante 2000, последний из которых должен быть поставлен к 2022 году. Сумма контракта составила около 2 миллиардов евро. 
Испанская судостроительная компания Navantia подписала соглашение о создании совместного предприятия с государственной компанией Saudia Arabian Military Industries (SAMI) о строительстве пяти корветов на базе Avante 2000 для Королевских военно-морских сил Саудовской Аравии (RSNF).  По соглашению последнее судно должно быть сдано в 2024 году, включая строительство, поддержку жизненного цикла в течение пяти лет с опционом еще на пять лет. Вариант для Саудовской Аравии получил обозначение Avante 2200.  
Вариант для Саудовской Аравии представляет собой корабль водоизмещением 2000 тонн для борьбы с подводными лодками, надводными кораблями и воздушными целями. Корвет типа «Эль-Джубейл» имеет максимальную дальность плавания 4500 морских миль, скорость до 25 узлов, и приводится в движение четырьмя дизельными двигателями в компоновке CODAD. 
Корветы типа «Эль-Джубейл» оснащаются 76-мм основным орудием Leonardo SUPER RAPID, 35-мм системой вооружения Rheinmetall Air Defense MILLENNIUM, четырьмя 12,7-мм пулеметами, 2x3 торпедными аппаратами, 2x4 противокорабельными ракетами и 64 зенитными ракетами ESSM в 16-ячеечной УВП Мк41. 
На кораблях применяются электронные системы собственной разработки фирмы Navantia: БИУС CATIZ, комплекс связи HERMESYS, СУО DORNA, «интегрированный мостик» MINERVA и системы общекорабельной автоматизации Integrated Platform Control System. В качестве РЛС общего обнаружения установлен радар Hensoldt TRS-3D.
| Название   | Номер | Верфь             | Заложен    | Спущен     | В строю    |
| ---------- | ----- | ----------------- | ---------- | ---------- | ---------- |
| Al Jubail  | 828   | Навантия, Испания | 15.01.2019 | 22.07.2020 | 31.02.2022 |
| Al Diriyah | 830   | Навантия, Испания | 2019       | 14.11.2020 |            |
| Hail       | 832   | Навантия, Испания | 06.08.2020 | 28.03.2021 |            |
| Jazan      | 834   | Навантия, Испания | 01.12.2020 | 24.07.2021 |            |
| Unayzah    | 836   | Навантия, Испания |            | 04.12.2021 |            |

## Внешние ссылки
- POVZEE Offshore Patrol Vessel
- Navantia Launches and Commissions Two OPVs to Venezuelan Navy